# Diète de Besançon
La Diète de Besançon fut un Hoftag du Saint-Empire romain germanique, tenu par Frédéric Ier de Hohenstaufen en octobre et novembre 1157 dans la principauté épiscopale de Besançon
. L'événement est notamment traité par l'historien Rahewin, qui rapporte l'émission de deux chartes établies les 24 et 27 octobre 1157 mais aussi la présence de représentants venus de Rome, Sicile, Toscane, Venise, France, Angleterre, Espagne... Cette rencontre avait pour objet principal la situation du Royaume d'Arles, territoire dont le contrôle faisait alors défaut. Il faut noter que Frédéric venait d'épouser Béatrice Ire de Bourgogne, héritière du comté de Bourgogne. Toutefois les débats les plus significatifs n'étaient pas à l'ordre du jour, s'agissant d'un incident provoqué par une lettre du pape Adrien IV lue par le cardinal Rolando Bandinelli et affirmant que Frédéric était un vassal du Saint-Siège,,. Othon Ier de Bavière en fut tellement scandalisé qu'il menaça Roland de son épée, Frédéric s'interposant en personne en rappelant le sauf-conduit dont bénéficiait l'intéressé. Une lourde missive de protestation s'est ensuivie, alors qu'une erreur de traduction de Rainald von Dassel pourrait initialement être à l'origine d'une interprétation erronée,,. Mais élu deux années plus tard sous le nom d'Alexandre III contre le favori de l’Empereur Victor IV, l'altercation avec Roland a contribué à l’émergence d'une crise plus majeure et durable. La Diète de Besançon est ainsi parfois présentée comme le moment de rupture entre le pape et l'empereur, se soldant par un schisme de dix-sept ans,.